# Lygistorrhina asiatica
Lygistorrhina asiatica är en tvåvingeart som beskrevs av White 1922. Lygistorrhina asiatica ingår i släktet Lygistorrhina och familjen Lygistorrhinidae.
Artens utbredningsområde är Sri Lanka. Inga underarter finns listade i Catalogue of Life.